# Измалков, Валерий Николаевич
Валерий Николаевич Измалков (укр. Валерій Миколайович Ізмалков; 20 апреля 1955 года, г. Веймар ГДР — 1 марта 2016 года) — украинский государственный деятель, депутат Верховной рады Украины I созыва (1990—1994).

## Биография
Родился 20 апреля 1955 года в городе Веймар Германской Демократической Республики в семье военного.
В 1972 году окончил Новосибирское высшее военно-политическое училище.
Работал политработником в Советской армии. С 1976 года был заместителем командира роты по политической части в Туркестанском военном округе (г. Чирчик), с 1979 года — заместителем командира батальона по политической части в Туркестанском военном округе (г. Кушка), заместителем командира батальона по политической части ограниченного контингента советских войск в Афганистане, с 1982 года — заместителем командира батальона по политической части Уральского военного округа, с 1984 года — заместителем командира батальона по политической части Группы советских войск в Германии.
С 1986 года был слушателем Военно-политической академии имени Ленина.
С 1989 года являлся заместителем командира полка по политической части, начальником политотдела бригады Одесского военного округа (г. Запорожье).
В 1990 году в ходе первых альтернативных парламентских выборов в Украинской ССР был выдвинут кандидатом в народные депутаты коллективом военной части. 18 марта 1990 года во втором туре был избран народным депутатом Верховного совета Украинской ССР XII созыва (в дальнейшем — Верховной рады Украины I созыва) от Шевченковского избирательного округа № 185 г. Запорожье, набрал 51,26% голосов среди 4 кандидатов. В парламенте входил во фракцию «Новая Украина», был  главой подкомиссии по вопросам социальной защиты военнослужащих Комиссии по вопросам обороны и государственной безопасности. Депутатские полномочия истекли 10 мая 1994 года.
На парламентских выборах 1994 года был кандидатом в народные депутаты Верховной рады Украины II созыва по Шевченковскому избирательному округу № 184 Запорожской области, в первом туре получил 11,63% и занял 2-е место среди 13 претендентов, во втором туре занял второе место, набрав 42,53% голосов, избран не был.
На парламентских выборах 2006 года был кандидатом в народные депутаты Верховной рады Украины V созыва от Оппозиционного блока «Не так!», избран не был.
Умер 1 марта 2016 года.

## Награды
- Орден Красной Звезды.
- Орден «Звезда» III степени Демократической Республики Афганистан.
- Нагрудный знак «Воину-интернационалисту».
- Медали.